# Bomba kalorymetryczna

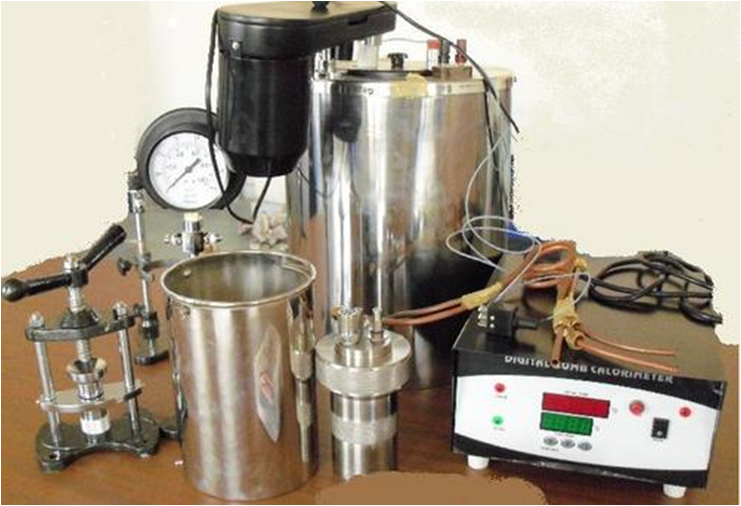
Współczesny kalorymetr z bombą kalorymetryczną.

Bomba kalorymetryczna, bomba Berthelota – szczelne naczynie wykonane z kwasoodpornej stali nierdzewnej o wzmocnionych ściankach, umożliwiające spalenie umieszczonego w nim paliwa. Naczynie umieszczane jest w kalorymetrze, za pomocą którego mierzy się ilość ciepła wydzielonego od chwili zainicjowania reakcji, aż do chwili ustalenia równowagi termicznej.
Bomba do pomiaru ciepła spalania ciał stałych zaopatrzona jest w denko umożliwiające umieszczenie w bombie spalanej próbki, zawór do wprowadzenia tlenu, elektrody kontaktowe. 
Pierwsze bomby kalorymetryczne skonstruował francuski chemik Marcellin Berthelot, służyły one do pomiaru ciepła spalania gazów.